# Fissiparie
Fissiparie beschreibt die Fähigkeit bestimmter Tiere, einen neuen Organismus aus abgetrennten Körperteilen zu generieren.
Dieser Begriff ist vor allem in Verbindung mit der ungeschlechtlichen Fortpflanzung einiger Stachelhäuter bekannt. So können sich beispielsweise Seesterne über das Abstoßen ihrer Arme vermehren, wobei aus jedem Arm ein neuer Seestern entstehen kann.

## Besonderheiten
Fissiparie als Form der Fortpflanzung ist bei nur 26 der etwa 1600 beschriebenen Spezies der Seesterne bekannt, wobei sich der Mechanismus zwischen den Arten stark unterscheidet. Insbesondere kleinere Exemplare einer Population scheinen diese Form der Fortpflanzung zu benutzen. Es wurde beobachtet, dass Fortpflanzung durch Fissiparie hauptsächlich unter extremen Umgebungsumständen vorkommt, wie eine extreme Temperatur, Sauerstoffmangel oder erhöhte Salinität (K+). Experimentell kann Fissiparie z. B. durch Durchtrennung der Nervenringe an zwei Stellen oder durch elektrischen Strom ausgelöst werden. Natürliche Fissiparie wurde bei einer Sorte von Luidia sogar im Larvalstadium beobachtet.
Außer bei Seesternen ist Fissiparie noch bekannt bei anderen Stachelhäutern: Bei Seelilien, Seeigeln, Seegurken und Schlangensternen. Außerdem wurde Fissiparie bei vielen wirbellosen Tieren, zum Beispiel bei Moostierchen, Nesseltieren, Gliederwürmern, Gürtelwürmern, Eichelwürmer (Hemichordata), Hufeisenwürmern, Spritzwürmern und Plattwürmern, beschrieben.
Bei Einzellern ist diese Form der Vermehrung durch Regeneration auch als Schizotomie oder Schizogonie bekannt.